# 4 Ore di Le Castellet 2020
La 4 Ore di Le Castellet 2020 è stata la prima prova del European Le Mans Series 2020. Si è svolta presso il Circuito Paul Ricard, in Francia, il 19 luglio 2020.
È stata anche l'undicesima corsa di una gara ELMS al Paul Ricard, l'undicesima corsa di una gara di 4 ore su questo circuito e la settima 4 ore ELMS. La gara è stata vinta dall'Oreca 07-Gibson numero 32 della United Autosports guidata da Will Owen, Alex Brundle e Job van Uitert.

Layout 1A-V2 del Circuito Paul Ricard utilizzato per questa gara

## Elenco iscritti
Di seguito l'elenco dei partecipanti:
| No. | Squadra                   | Auto           | Pneumatici | Pilota 1           | Pilota 2           | Pilota 3                |
| --- | ------------------------- | -------------- | ---------- | ------------------ | ------------------ | ----------------------- |
| 20  | High Class Racing         | Oreca 07       | M          | Dennis Andersen    | Anders Fjordbach   |                         |
| 21  | DragonSpeed USA           | Oreca 07       | M          | Ryan Cullen        | Ben Hanley         | Memo Rojas              |
| 22  | United Autosports         | Oreca 07       | M          | Filipe Albuquerque | Philip Hanson      |                         |
| 24  | Algarve Pro Racing        | Oreca 07       | G          | Loïc Duval         | Henning Enqvist    | Jon Lancaster           |
| 25  | Algarve Pro Racing        | Oreca 07       | G          | Gabriel Aubry      | John Falb          | Simon Trummer           |
| 26  | G-Drive Racing            | Aurus 01       | M          | Nyck de Vries      | Mikkel Jensen      | Roman Rusinov           |
| 28  | IDEC Sport                | Aurus 01       | M          | Richard Bradley    | Paul-Loup Chatin   | Paul Lafargue           |
| 30  | Duqueine Team             | Oreca 07       | M          | Tristan Gommendy   | Jonathan Hirschi   | Konstantin Tereshchenko |
| 31  | Panis Racing              | Oreca 07       | G          | Julien Canal       | Nico Jamin         | Will Stevens            |
| 34  | Inter Europol Competition | Ligier JS P217 | M          | René Binder        | Matevos Isaakyan   | Jakub Śmiechowski       |
| 35  | BHK Motorsport            | Oreca 07       | G          | Sergio Campana     | Francesco Dracone  |                         |
| 37  | Cool Racing               | Oreca 07       | M          | Antonin Borga      | Alexandre Coigny   | Nicolas Lapierre        |
| 38  | Jota Sport                | Oreca 07       | G          | Anthony Davidson   | Jake Dennis        | Roberto González        |
| 39  | Graff                     | Oreca 07       | G          | James Allen        | Alexandre Cougnaud | Thomas Laurent          |
| 50  | Richard Mille Racing Team | Alpine A470    | M          | Tatiana Calderón   | André Negrão       |                         |

| No. | Squadra                   | Auto               | Pneumatici | Pilota 1           | Pilota 2          | Pilota 3        |
| --- | ------------------------- | ------------------ | ---------- | ------------------ | ----------------- | --------------- |
| 2   | United Autosports         | Ligier JS P320     | M          | Wayne Boyd         | Tom Gamble        | Robert Wheldon  |
| 3   | United Autosports         | Ligier JS P320     | M          | Andrew Bentley     | Jim McGuire       | Duncan Tappy    |
| 4   | DKR Engineering           | Duqueine M30 – D08 | M          | Andrew Bentley     | Duncan Tappy      | Jim McGuire     |
| 5   | Graff                     | Duqueine M30 – D08 | M          | Sébastien Page     | Luis Sanjuan      | Eric Trouillet  |
| 7   | Nielsen Racing            | Duqueine M30 – D08 | M          | Colin Noble        | Anthony Wells     |                 |
| 8   | Realteam Racing           | Ligier JS P320     | M          | David Droux        | Esteban Garcia    |                 |
| 9   | Graff                     | Ligier JS P320     | M          | Vincent Capillaire | Arnold Robin      | Maxime Robin    |
| 10  | Nielsen Racing            | Duqueine M30 – D08 | M          | Charles Crews      | Garett Grist      | Rob Hodes       |
| 11  | Eurointernational         | Ligier JS P320     | M          | Thomas Erdos       | Niko Kari         |                 |
| 13  | Inter Europol Competition | Ligier JS P320     | M          | Martin Hippe       | Nigel Moore       |                 |
| 15  | RLR MSport                | Ligier JS P320     | M          | James Dayson       | Ryan Harper-Ellam | Malthe Jakobsen |
| 16  | BHK Motorsport            | Ligier JS P320     | M          | Jacopo Baratto     | Andrea Fontana    | Lorenzo Veglia  |

| No. | Squadra             | Auto                     | Pneumatici | Pilota 1            | Pilota 2               | Pilota 3          |
| --- | ------------------- | ------------------------ | ---------- | ------------------- | ---------------------- | ----------------- |
| 51  | AF Corse            | Ferrari 488 GTE Evo      | G          | Steffen Görig       | Christoph Ulrich       | Alexander West    |
| 55  | Spirit of Race      | Ferrari 488 GTE Evo      | G          | Duncan Cameron      | Matt Griffin           | Aaron Scott       |
| 60  | Iron Lynx           | Ferrari 488 GTE Evo      | G          | Sergio Pianezzola   | Andrea Piccini         | Claudio Schiavoni |
| 66  | JMW Motorsport      | Ferrari 488 GTE Evo      | G          | Hunter Abbott       | Jody Fannin            | Finlay Hutchison  |
| 74  | Kessel Racing       | Ferrari 488 GTE Evo      | G          | Michał Broniszewski | Nicola Cadei           | David Perel       |
| 77  | Proton Competition  | Porsche 911 RSR          | G          | Michele Beretta     | Alessio Picariello     | Christian Ried    |
| 83  | Iron Lynx           | Ferrari 488 GTE Evo      | G          | Rahel Frey          | Michelle Gatting       | Manuela Gostner   |
| 93  | Proton Competition  | Porsche 911 RSR          | G          | Michael Fassbender  | Felipe Fernández Laser | Richard Lietz     |
| 96  | Aston Martin Racing | Aston Martin Vantage AMR | G          | Paul Dalla Lana     | Ross Gunn              | Mathias Lauda     |

## Risultati Gara
| Pos.           | Classe | #  | Team                      | Piloti                                                    | Vettura                           | Gomme | Giri | Tempo       |
| Pos.           | Classe | #  | Team                      | Piloti                                                    | Motore                            | Gomme | Giri | Tempo       |
| -------------- | ------ | -- | ------------------------- | --------------------------------------------------------- | --------------------------------- | ----- | ---- | ----------- |
| 1              | LMP2   | 32 | United Autosports         | Alex Brundle Will Owen Job van Uitert                     | Oreca 07                          | M     | 132  | 4:00:50.054 |
| 1              | LMP2   | 32 | United Autosports         | Alex Brundle Will Owen Job van Uitert                     | Gibson GK428 4.2 L V8             | M     | 132  | 4:00:50.054 |
| 2              | LMP2   | 26 | G-Drive Racing            | Nyck de Vries Mikkel Jensen Roman Rusinov                 | Aurus 01                          | M     | 132  | +21.146 s   |
| 2              | LMP2   | 26 | G-Drive Racing            | Nyck de Vries Mikkel Jensen Roman Rusinov                 | Gibson GK428 4.2 L V8             | M     | 132  | +21.146 s   |
| 3              | LMP2   | 22 | United Autosports         | Filipe Albuquerque Philip Hanson                          | Oreca 07                          | M     | 132  | +34.073 s   |
| 3              | LMP2   | 22 | United Autosports         | Filipe Albuquerque Philip Hanson                          | Gibson GK428 4.2 L V8             | M     | 132  | +34.073 s   |
| 4              | LMP2   | 37 | Cool Racing               | Antonin Borga Alexandre Coigny Nicolas Lapierre           | Oreca 07                          | M     | 132  | +50.418 s   |
| 4              | LMP2   | 37 | Cool Racing               | Antonin Borga Alexandre Coigny Nicolas Lapierre           | Gibson GK428 4.2 L V8             | M     | 132  | +50.418 s   |
| 5              | LMP2   | 50 | Richard Mille Racing Team | Tatiana Calderón André Negrão                             | Oreca 07                          | M     | 132  | +1:26.960   |
| 5              | LMP2   | 50 | Richard Mille Racing Team | Tatiana Calderón André Negrão                             | Gibson GK428 4.2 L V8             | M     | 132  | +1:26.960   |
| 6              | LMP2   | 24 | Algarve Pro Racing        | Loïc Duval Henning Enqvist Jon Lancaster                  | Oreca 07                          | G     | 131  | +1 giro     |
| 6              | LMP2   | 24 | Algarve Pro Racing        | Loïc Duval Henning Enqvist Jon Lancaster                  | Gibson GK428 4.2 L V8             | G     | 131  | +1 giro     |
| 7              | LMP2   | 34 | Inter Europol Competition | René Binder Matevos Isaakyan Jakub Śmiechowski            | Ligier JS P217                    | M     | 131  | +1 giro     |
| 7              | LMP2   | 34 | Inter Europol Competition | René Binder Matevos Isaakyan Jakub Śmiechowski            | Gibson GK428 4.2 L V8             | M     | 131  | +1 giro     |
| 8              | LMP2   | 21 | DragonSpeed USA           | Ryan Cullen Ben Hanley Memo Rojas                         | Oreca 07                          | M     | 131  | +1 giro     |
| 8              | LMP2   | 21 | DragonSpeed USA           | Ryan Cullen Ben Hanley Memo Rojas                         | Gibson GK428 4.2 L V8             | M     | 131  | +1 giro     |
| 9              | LMP2   | 39 | Graff                     | James Allen Alexandre Cougnaud Thomas Laurent             | Oreca 07                          | M     | 129  | +3 giri     |
| 9              | LMP2   | 39 | Graff                     | James Allen Alexandre Cougnaud Thomas Laurent             | Gibson GK428 4.2 L V8             | M     | 129  | +3 giri     |
| 10             | LMP2   | 25 | Algarve Pro Racing        | Gabriel Aubry John Falb Simon Trummer                     | Oreca 07                          | G     | 129  | +3 giri     |
| 10             | LMP2   | 25 | Algarve Pro Racing        | Gabriel Aubry John Falb Simon Trummer                     | Gibson GK428 4.2 L V8             | G     | 129  | +3 giri     |
| 11             | LMP3   | 2  | United Autosports         | Wayne Boyd Tom Gamble Robert Wheldon                      | Ligier JS P320                    | M     | 122  | +10 giri    |
| 11             | LMP3   | 2  | United Autosports         | Wayne Boyd Tom Gamble Robert Wheldon                      | Nissan VK56DE 5.6 L V8            | M     | 122  | +10 giri    |
| 12             | LMP3   | 13 | Inter Europol Competition | Martin Hippe Nigel Moore                                  | Ligier JS P320                    | M     | 122  | +10 giri    |
| 12             | LMP3   | 13 | Inter Europol Competition | Martin Hippe Nigel Moore                                  | Nissan VK56DE 5.6 L V8            | M     | 122  | +10 giri    |
| 13             | LMP3   | 15 | RLR MSport                | James Dayson Ryan Harper-Ellam Malthe Jakobsen            | Ligier JS P320                    | M     | 121  | +11 giri    |
| 13             | LMP3   | 15 | RLR MSport                | James Dayson Ryan Harper-Ellam Malthe Jakobsen            | Nissan VK56DE 5.6 L V8            | M     | 121  | +11 giri    |
| 14             | LMP3   | 8  | Realteam Racing           | David Droux Esteban Garcia                                | Ligier JS P320                    | M     | 121  | +11 giri    |
| 14             | LMP3   | 8  | Realteam Racing           | David Droux Esteban Garcia                                | Nissan VK56DE 5.6 L V8            | M     | 121  | +11 giri    |
| 15             | LMP3   | 9  | Graff                     | Vincent Capillaire Arnold Robin Maxime Robin              | Ligier JS P320                    | M     | 121  | +11 giri    |
| 15             | LMP3   | 9  | Graff                     | Vincent Capillaire Arnold Robin Maxime Robin              | Nissan VK56DE 5.6 L V8            | M     | 121  | +11 giri    |
| 16             | LMP3   | 11 | Eurointernational         | Thomas Erdos Niko Kari                                    | Ligier JS P320                    | M     | 121  | +11 giri    |
| 16             | LMP3   | 11 | Eurointernational         | Thomas Erdos Niko Kari                                    | Nissan VK56DE 5.6 L V8            | M     | 121  | +11 giri    |
| 17             | LMGTE  | 77 | Proton Competition        | Michele Beretta Alessio Picariello Christian Ried         | Porsche 911 RSR                   | G     | 121  | +11 giri    |
| 17             | LMGTE  | 77 | Proton Competition        | Michele Beretta Alessio Picariello Christian Ried         | Porsche 4.0 L Flat-6              | G     | 121  | +11 giri    |
| 18             | LMP3   | 3  | United Autosports         | Andrew Bentley Jim McGuire Duncan Tappy                   | Ligier JS P320                    | M     | 120  | +12 giri    |
| 18             | LMP3   | 3  | United Autosports         | Andrew Bentley Jim McGuire Duncan Tappy                   | Nissan VK56DE 5.6 L V8            | M     | 120  | +12 giri    |
| 19             | LMGTE  | 74 | Kessel Racing             | Michał Broniszewski Nicola Cadei David Perel              | Ferrari 488 GTE Evo               | G     | 120  | +12 giri    |
| 19             | LMGTE  | 74 | Kessel Racing             | Michał Broniszewski Nicola Cadei David Perel              | Ferrari F154CB 3.9 L Turbo V8     | G     | 120  | +12 giri    |
| 20             | LMGTE  | 83 | Iron Lynx                 | Rahel Frey Michelle Gatting Manuela Gostner               | Ferrari 488 GTE Evo               | G     | 120  | +12 giri    |
| 20             | LMGTE  | 83 | Iron Lynx                 | Rahel Frey Michelle Gatting Manuela Gostner               | Ferrari F154CB 3.9 L Turbo V8     | G     | 120  | +12 giri    |
| 21             | LMP3   | 10 | Nielsen Racing            | Charles Crews Garett Grist Rob Hodes                      | Duqueine M30 – D08                | M     | 120  | +12 giri    |
| 21             | LMP3   | 10 | Nielsen Racing            | Charles Crews Garett Grist Rob Hodes                      | Nissan VK56DE 5.6 L V8            | M     | 120  | +12 giri    |
| 22             | LMP3   | 16 | BHK Motorsport            | Jacopo Baratto Andrea Fontana Lorenzo Veglia              | Ligier JS P320                    | M     | 120  | +12 giri    |
| 22             | LMP3   | 16 | BHK Motorsport            | Jacopo Baratto Andrea Fontana Lorenzo Veglia              | Nissan VK56DE 5.6 L V8            | M     | 120  | +12 giri    |
| 23             | LMGTE  | 66 | JMW Motorsport            | Hunter Abbott Jody Fannin Finlay Hutchison                | Ferrari 488 GTE Evo               | G     | 120  | +12 giri    |
| 23             | LMGTE  | 66 | JMW Motorsport            | Hunter Abbott Jody Fannin Finlay Hutchison                | Ferrari F154CB 3.9 L Turbo V8     | G     | 120  | +12 giri    |
| 24             | LMP3   | 4  | DKR Engineering           | Laurents Hörr François Kirmann Wolfgang Triller           | Duqueine M30 – D08                | M     | 119  | +13 giri    |
| 24             | LMP3   | 4  | DKR Engineering           | Laurents Hörr François Kirmann Wolfgang Triller           | Nissan VK56DE 5.6 L V8            | M     | 119  | +13 giri    |
| 25             | LMGTE  | 51 | AF Corse                  | Steffen Görig Christoph Ulrich Alexander West             | Ferrari 488 GTE Evo               | G     | 119  | +13 giri    |
| 25             | LMGTE  | 51 | AF Corse                  | Steffen Görig Christoph Ulrich Alexander West             | Ferrari F154CB 3.9 L Turbo V8     | G     | 119  | +13 giri    |
| 26             | LMGTE  | 60 | Iron Lynx                 | Sergio Pianezzola Andrea Piccini Claudio Schiavoni        | Ferrari 488 GTE Evo               | G     | 119  | +13 giri    |
| 26             | LMGTE  | 60 | Iron Lynx                 | Sergio Pianezzola Andrea Piccini Claudio Schiavoni        | Ferrari F154CB 3.9 L Turbo V8     | G     | 119  | +13 giri    |
| 27             | LMGTE  | 93 | Proton Competition        | Michael Fassbender Felipe Fernández Laser Richard Lietz   | Porsche 911 RSR                   | G     | 115  | +17 giri    |
| 27             | LMGTE  | 93 | Proton Competition        | Michael Fassbender Felipe Fernández Laser Richard Lietz   | Porsche 4.0 L Flat-6              | G     | 115  | +17 giri    |
| 28             | LMP3   | 5  | Graff                     | Sébastien Page Luis Sanjuan Eric Trouillet                | Duqueine M30 – D08                | M     | 113  | +19 giri    |
| 28             | LMP3   | 5  | Graff                     | Sébastien Page Luis Sanjuan Eric Trouillet                | Nissan VK56DE 5.6 L V8            | M     | 113  | +19 giri    |
| Rit            | LMP2   | 20 | High Class Racing         | Dennis Andersen Anders Fjordbach                          | Oreca 07                          | M     | 131  | Ritiro      |
| Rit            | LMP2   | 20 | High Class Racing         | Dennis Andersen Anders Fjordbach                          | Gibson GK428 4.2 L V8             | M     | 131  | Ritiro      |
| Rit            | LMGTE  | 98 | Aston Martin Racing       | Paul Dalla Lana Ross Gunn Mathias Lauda                   | Aston Martin Vantage AMR          | G     | 119  | Foratura    |
| Rit            | LMGTE  | 98 | Aston Martin Racing       | Paul Dalla Lana Ross Gunn Mathias Lauda                   | Mercedes-Benz M177 4.0 L Turbo V8 | G     | 119  | Foratura    |
| Rit            | LMP2   | 30 | Duqueine Team             | Tristan Gommendy Jonathan Hirschi Konstantin Tereshchenko | Oreca 07                          | M     | 64   | Ritiro      |
| Rit            | LMP2   | 30 | Duqueine Team             | Tristan Gommendy Jonathan Hirschi Konstantin Tereshchenko | Gibson GK428 4.2 L V8             | M     | 64   | Ritiro      |
| Rit            | LMP2   | 31 | Panis Racing              | Julien Canal Nico Jamin Will Stevens                      | Oreca 07                          | G     | 50   | Ritiro      |
| Rit            | LMP2   | 31 | Panis Racing              | Julien Canal Nico Jamin Will Stevens                      | Gibson GK428 4.2 L V8             | G     | 50   | Ritiro      |
| Rit            | LMP2   | 35 | BHK Motorsport            | Sergio Campana Francesco Dracone                          | Oreca 07                          | G     | 49   | Ritiro      |
| Rit            | LMP2   | 35 | BHK Motorsport            | Sergio Campana Francesco Dracone                          | Gibson GK428 4.2 L V8             | G     | 49   | Ritiro      |
| Rit            | LMP2   | 28 | IDEC Sport                | Richard Bradley Paul-Loup Chatin Paul Lafargue            | Oreca 07                          | M     | 33   | Ritiro      |
| Rit            | LMP2   | 28 | IDEC Sport                | Richard Bradley Paul-Loup Chatin Paul Lafargue            | Gibson GK428 4.2 L V8             | M     | 33   | Ritiro      |
| Rit            | LMGTE  | 55 | Spirit of Race            | Duncan Cameron Matt Griffin Aaron Scott                   | Ferrari 488 GTE Evo               | G     | 31   | Ritiro      |
| Rit            | LMGTE  | 55 | Spirit of Race            | Duncan Cameron Matt Griffin Aaron Scott                   | Ferrari F154CB 3.9 L Turbo V8     | G     | 31   | Ritiro      |
| Rit            | LMP3   | 7  | Nielsen Racing            | Colin Noble Anthony Wells                                 | Duqueine M30 – D08                | M     | 9    | Ritiro      |
| Rit            | LMP3   | 7  | Nielsen Racing            | Colin Noble Anthony Wells                                 | Nissan VK56DE 5.6 L V8            | M     | 9    | Ritiro      |
| RISULTATI GARA |        |    |                           |                                                           |                                   |       |      |             |